# Каргалинский заказник
Каргалинский заказник (каз. Қарғалы қорықшасы) — государственный природный зоологический заказник для охраны редких животных в Казахстане. Создан в 1970 году. Занимает площадь 13,2 га[уточнить] на территории Шиелийского и Жанакорганского районов Кызылординской области. Расположен вдоль реки Сырдарья (ширина полосы 7 км, длина 20 км). В пойме — густые заросли лоха, чингиля и тальника (около 15 % площади заказника), луговые сенокосные участки (ок. 12 %), пастбища (52 %). Вне поймы — заросли тамариска. Водятся кабан, барсук, заяц-толай, лисица, реже — волк, сайгак, гусь, утка, лысуха. Один из основных объектов охраны — сырдарьинский фазан. Территория заказника круглогодично используется для выпаса крупного рогатого скота, зимой — овец, лошадей и верблюдов.